# Liste der denkmalgeschützten Objekte in Reingers
Die Liste der denkmalgeschützten Objekte in Reingers enthält die denkmalgeschützten, unbeweglichen Objekte der Gemeinde Reingers.

## Denkmäler
| Foto |                 | Denkmal                                                               | Standort                                   | Beschreibung | Metadaten |
| ---- | --------------- | --------------------------------------------------------------------- | ------------------------------------------ | --- | --- |
| ja   | Datei hochladen | Ortskapelle Mariahilf HERIS-ID: 29608 Objekt-ID: 26262                | Leopoldsdorf 300 Standort KG: Leopoldsdorf | Die Ortskapelle wurde 1877 erbaut. | BDA-Hist.: Q37927521 Status: § 2a Stand der BDA-Liste: 2025-06-30 Name: Ortskapelle Mariahilf GstNr.: 114/2 Ortskapelle Leopoldsdorf           |
| ja   | Datei hochladen | Kath. Pfarrkirche Hl. Dreifaltigkeit HERIS-ID: 29610 Objekt-ID: 26264 | Standort KG: Reingers                      | Die Pfarrkirche wurde von 1784 bis 1807 errichtet. Der Hochaltar stammt aus dem aufgehobenen Paulanerkloster in Klášter. Die Orgel aus dem Jahr 1939 ist ein Werk von Johann M. Kauffmann. | BDA-Hist.: Q20816020 Status: § 2a Stand der BDA-Liste: 2025-06-30 Name: Kath. Pfarrkirche Hl. Dreifaltigkeit GstNr.: 1 Parish church, Reingers |